# European Train Control System

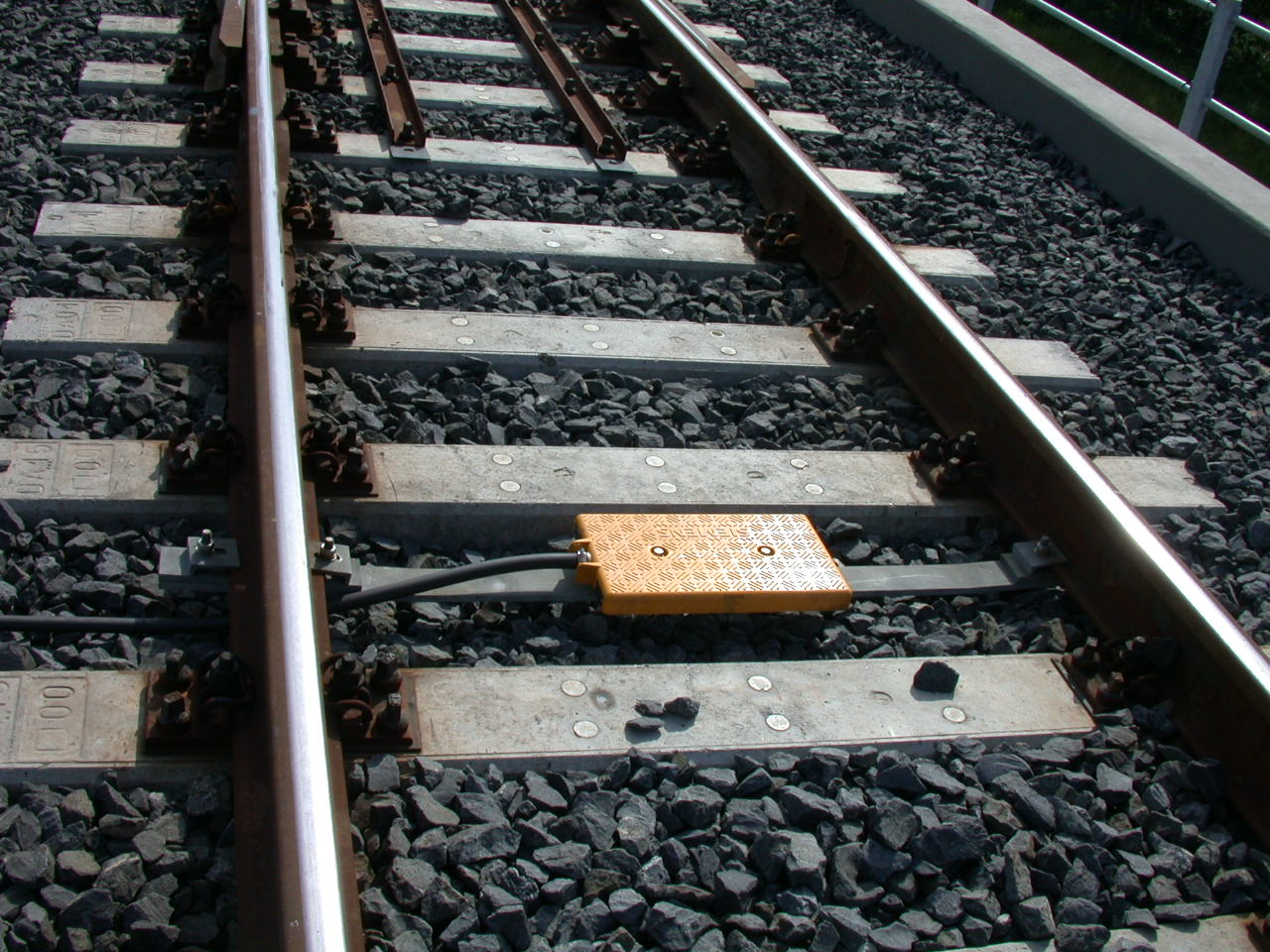
Přepínatelná eurobalíza systému ETCS upevněná v koleji

ETCS (European Train Control System) je evropský vlakový zabezpečovač. Je jednou ze součástí ERTMS. Měl by postupně nahradit cca 20 různých národních systémů vlakových zabezpečovačů a tak dosáhnout interoperability v železniční dopravě, tj. vedení vlaků po celém území Evropy bez nutnosti výměn hnacích vozidel na hranicích, popřípadě bez nutnosti vybavení hnacích vozidel různými národními systémy. Počítá se s jeho rozšířením především na vysokorychlostních tratích a tranzitních koridorech. Od národních systémů se ETCS odlišuje mírou autonomie přidělenou palubnímu zařízení drážních vozidel, kdy právě skrze řešení palubního zařízení je dosahováno cílů interoperability. Systém ETCS je navržen tak, aby mohl koexistovat se stávajícími železničními zabezpečovacími zařízeními a poskytuje vysokou míru flexibility při plánování přechodu z původního systému na ETCS.
Od roku 2000 se tento systém aplikuje nejen na tratích zemí Evropské unie, ale po celém světě. V České republice byl systém ETCS (v traťové části) poprvé realizován v letech 2005–2011 v rámci pilotního projektu na traťovém úseku mezi stanicemi Poříčany a Kolín. V roce 2023 byl na trati Olomouc–Šumperk v úseku Olomouc–Uničov zahájen výhradní provoz vlaků pod ETCS. V roce 2024 bylo systémem v České republice vybaveno téměř 1 200 km tratí, většina v aplikační úrovni ETCS L2. Český Národní implementační plán ERTMS ve verzi z roku 2024 počítal s vybavením všech českých tratí systémem do roku 2040 s výjimkou tratí bez pravidelného provozu nebo s minimálním provozem. Většinou má jít o úroveň L2 (FS a LS), na menší části pak L1 LS, na nejméně vytížených tratích pak pouze ETCS STOP (národní verze ETCS LC).
V roce 2025 došlo v České republice k postupnému spuštění výhradního provozu ETCS na hlavních tratích. V průběhu měsíce ledna byl zprovozněn na 622 kilometrech tratí v ČR:
- 1. ledna 2025: Česká Třebová – Olomouc – Dluhonice – Prosenice/Přerov
- 8. ledna 2025: Břeclav – Bohumín
- 15. ledna 2025: Česká Třebová – Adamov a Modřice – Břeclav
- 22. ledna 2025: Praha-Běchovice – Pardubice – Česká Třebová[5]

## Vývoj
Jedním z předpokladů zabezpečení dostatečně spolehlivého a bezpečného železničního provozu je použití vhodného vlakového zabezpečovacího zařízení. V současné době používají evropské železniční správy asi 20 druhů vzájemně neslučitelných vlakových zabezpečovačů, které plní současné požadavky na zabezpečení jízdy vlaků a přenosů návěstí pouze částečně. Nikoli různost napájecích systémů, která rovněž komplikuje přeshraniční železniční dopravu, ale především různost vlakových zabezpečovačů brání stavbě univerzální evropské lokomotivy. Na žádnou lokomotivu se totiž všechny zabezpečovače se svými snímači nevejdou. Má-li železnice uspět v konkurenci silniční dopravy, je nutné snižovat náklady na přepravu a zkracovat přepravní doby. Jednou z překážek tohoto postupu je nutnost výměny hnacích vozidel na hranicích států. Ačkoli se v mezinárodní dopravě již používají hnací vozidla vybavená několika národními zabezpečovači, je toto řešení pouze částečné.[zdroj?]
Z této situace vycházeli tvůrci myšlenky jednotného evropského systému řízení železniční dopravy ERTMS, jehož nedílnou součástí je jednotný vlakový zabezpečovač. Evropská komise iniciovala v roce 1989 projekt, který analyzoval problémy v oblasti zabezpečení a řízení jízd vlaků. V roce 1990 z popudu Mezinárodní železniční unie (UIC) sestavil Evropský železniční výzkumný ústav (ERRI) skupinu expertů A200, jejímž cílem bylo stanovit základní požadavky na jednotný evropský zabezpečovač. V roce 1995 definovala Evropská komise globální strategii dalšího vývoje ERTMS/ETCS, jejíž zásady byly zakotveny ve směrnici 96/48 „Interoperabilita evropských vysokorychlostních železničních systémů“, spolu s rádiovým komunikačním systémem GSM-R (Global System for Mobile communication – Railways). UIC prostřednictvím ERRI vypracovala konkrétní podmínky pro ETCS a zájmový spolek šesti evropských železničních správ spolu se svazem evropských výrobců zabezpečovacích zařízení UNISIG je dále rozvinul. Od roku 1999 započaly testy ETCS u některých železnic. Od roku 2001 platí evropská směrnice 2001/16/ES, která stanovuje zásady zavádění ETCS pro konvenční tratě.[zdroj?]

## Cíle
Cílem zavedení ETCS není pouze spojení řízení a zabezpečení jízdy vlaků a přivést tyto systémy na současnou úroveň techniky, ale také
- Snížení nákladů na údržbu a provoz traťové části
- Odstranění množství národních zabezpečovacích systémů, a tím
- Umožnění interoperability vozidel na evropských železnicích
- Zvýšení propustnosti tratí
- Zvýšení traťových rychlostí[zdroj?]

## Funkce
Hlavním úkolem ETCS stejně jako každého jiného vlakového zabezpečovače je zajištění bezpečnosti vlakové dopravy a aktivní zásah do řízení vlaku v případě selhání nebo omylu strojvedoucího. Na základě přenášených informací kromě dodržování návěstí, respektive v případě ETCS oprávnění k jízdě (MA – movement authority), které obsahuje zejména informaci o délce úseku, pro který je MA platné, a o maximální rychlosti v daném úseku vyplývající z postavené jízdní cesty, sleduje tento zabezpečovač ještě další ukazatele:
- maximální traťovou rychlost v daném úseku
- maximální rychlost vlaku
- dodržení trasy vlaku
- směr jízdy
- přechodnost vlaku pro daný úsek
- dodržení přechodných omezení

Zařízení ETCS se skládá z traťové a vozidlové části. Informace mezi nimi probíhají v podobě datových přenosů.

### Traťová část
Traťovou část tvoří:
- Eurobalíza (z fr. Balise = bóje)
- Euroloop
- Traťová elektronická jednotka –⁠ LEU (Lineside Electronic Unit)
- Jednotka radiového vykrytí –⁠ RIU (Radio Infill unit)
- Radiobloková centrála –⁠ RBC (Radio Block Centre)
- Centrum managementu klíčů –⁠ KMC (Key Management Centre)
- Infrastruktura veřejných klíčů –⁠ PKI (Public Key Infrastructure)

#### Eurobalíza
Eurobalíza je základním prostředkem přenosu informací na drážní vozidlo. Balíza se umisťuje v ose koleje a je napájena bezkontaktně z vozidla při jeho průjezdu nad ní. Délka úseku pro kontakt je cca 1 m. Standardní balíza zasílá fixní telegram, taková balíza je nazývána jako nepřepínatelná balíza. Při instalaci balízy spolu s traťovou elektronickou jednotkou (LEU) se může zasílaný telegram měnit. V daném případě mluvíme o přepínatelné balíze. Pro snížení zranitelnosti systému ETCS se využívá redundance v podobě seskupování balíz do tzv. balízových skupin.

#### Euroloop
Euroloop je zařízení pro tratě vybavené ETCS L1. Má shodnou úlohu jako přepínatelná balíza, kdy přenáší informace z traťového do palubního systému. Oproti balíze však pokrývá delší traťový úsek než jeden bod a v daném místě tak umožňuje liniový přenos. Používá se například v tunelech, nebo v úseku se sníženou délkou viditelnosti návěstidel. Jeho funkci může zastoupit balízová skupina složená z přepínatelných balíz, nebo jednotka radiového vykrytí (RIU).

#### Traťová elektronická jednotka (LEU)
Traťová elektronická jednotka je elektronické zařízení, které generuje telegramy pro přepínatelné balízy (LEU Eurobalise) nebo Euroloop (LEU Euroloop) na základě informací přijatých z externích traťových systémů (např. staniční zabezpečovací zařízení).

#### Jednotka radiového vykrytí (RIU)
Jednotka radiového vykrytí je zařízení pro tratě vybavené ETCS L1. Zajišťuje přenos informací o návěsti na příštím návěstidle v menší oblasti, kterou vykrývá prostřednictvím doplňkového radiového obvodu. Používá se v úseku se sníženou délkou viditelnosti návěstidel. Její funkci může zastoupit Euroloop nebo balízová skupina složená z přepínatelných balíz.

#### Radiobloková centrála (RBC)
Radiobloková centrála je procesorový elektronický systém, který na základě informací získaných z pevné části zabezpečovacího zařízení a z informací z jednotlivých vozidel vypracovává a prostřednictvím sítě GSM-R vysílá zprávy s MA (Movement Authority = Oprávnění k jízdě).

#### Centrum managementu/správy klíčů (KMC)
Centrum managementu/správy klíčů spravuje kryptografické klíče, které jsou používány k zabezpečení komunikace protokolem Euroradio mezi palubními a traťovými subsystémy. ETCS využívá tzv. asymetrické kryptografie.

#### Infrastruktura veřejných klíčů (PKI)
Infrastruktura veřejných klíčů spravuje a distribuuje digitální certifikáty (kryptografické klíče) tak, aby to bylo bezpečné (asymetrická kryptografie).

### Vozidlová část
Vozidlovou část tvoří:
- Centrální počítač EVC (European Vital Computer)
- Záznamová jednotka JRU (Juridical Recording Unit)
- Zobrazovací jednotka DMI (Driver-Machine Interface)
- Přenosový modul balízy BTM (Balise Transmission Module)
- odometrie

#### Centrální počítač
Centrální počítač je jádrem celého systému, vyhodnocuje přijaté údaje a vypočítává brzdné křivky, dohlíží na jízdu vlaku a v případě potřeby aktivuje brzdy.

#### JRU
JRU slouží k záznamu všech zadaných informací z provozu, její konstrukce vyžaduje vysokou odolnost pro případ mimořádné události.

#### DMI
DMI je tvořena obvykle dotykovou obrazovkou, zobrazuje potřebná data (rychlosti, délku povolení k jízdě, průběh rychlostního profilu, režim atd.).

#### BTM

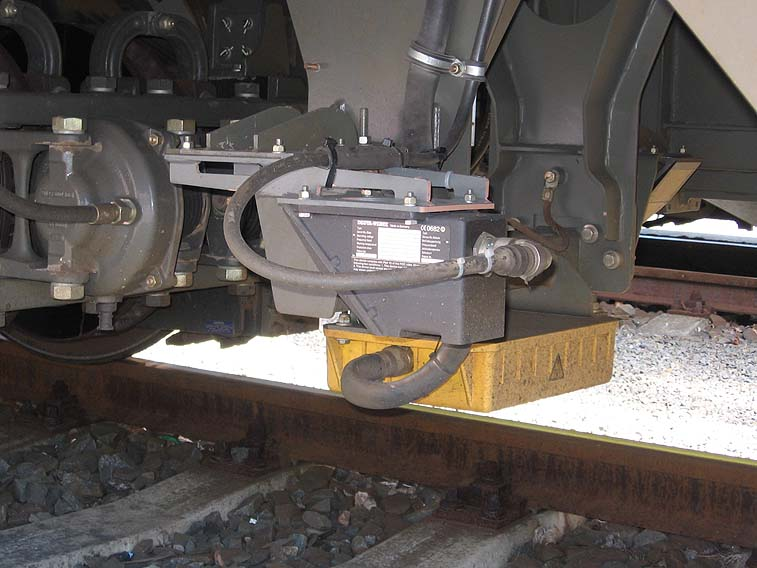
Anténa pro komunikaci s balízami

BTM vysílá nepřetržitě signál o kmitočtu 27 MHz k napájení balíz, přijímá telegramy z balíz v pásmech 3,9 a 4,5 MHz.

#### Odometrie
Přesné měření rychlosti a ujeté vzdálenosti je naprosto nezbytné pro správnou a bezpečnou funkci zařízení. ETCS vyžaduje alespoň tři nezávislé způsoby měření. K měření rychlosti se používají snímače otáček na nápravách doplněné o Dopplerovský radar.

## Aplikační úrovně ETCS
Zabezpečovač ETCS je tvořen oddělenými stavebními prvky, které svými kombinacemi a zapojením do stávajícího zabezpečovacího zařízení umožňují dosažení různých úrovní funkce tohoto systému. Aplikační úrovně se značí písmenem L (z anglického Level).

### ETCS L0
Vozidlo s mobilní částí ETCS se pohybuje po tratích bez traťové části jakéhokoliv vlakového zabezpečovače. Zařízení tak hlídá pouze maximální rychlost.

### ETCS LNTC (dříve LSTM)
Level National Train Control = Vozidlo s mobilní částí ETCS se pohybuje po tratích vybavených národním vlakovým zabezpečovačem. Zařízení ETCS z něj přijímá informace prostřednictvím STM (Specific Transmission Module).

### ETCS L1

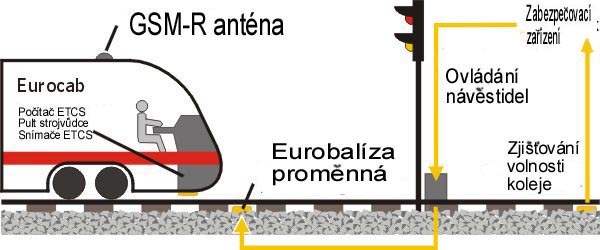
Schéma funkce ETCS L1

Zařízení pracuje na trati vybavené přepínatelnými balízami. Jeho zařízení pracuje podobně jako bodový vlakový zabezpečovač, avšak s tím rozdílem, že balízy ještě předávají informace o následujícím traťovém úseku, což umožňuje průběžně sledovat nejvyšší dovolenou rychlost vlaku. K přenosu návěstí může být kromě balíz ještě použito smyček a rádiových obvodů.

### ETCS L2

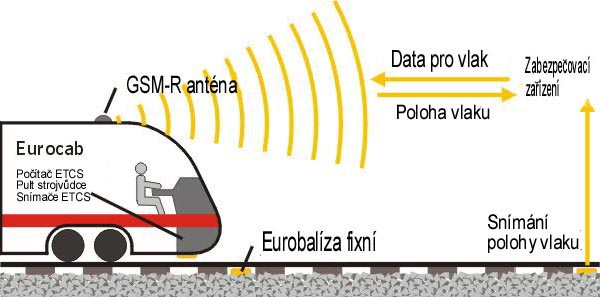
Schéma funkce ETCS L2

Zařízení pracuje s pevnými balízami, které slouží jako referenční bod, k němuž jsou vztaženy informace týkající se polohy předávané vozidlu ze stacionární části systému reprezentované zejména radioblokovou centrálou RBC. Povolení k jízdě (Movement Authority, MA) získává vlak tedy přímo z RBC prostřednictvím GSM-R. Vozidlová část ETCS získává informace o ujeté vzdálenosti od poslední balízy průběžně prostřednictvím impulsních snímačů otáček na nápravách a Dopplerova radaru na spodku vozidla. Návěstidla pro tuto aplikační úroveň nejsou potřeba, avšak zjišťování volnosti úseků se děje konvenčními prostředky (kolejovými obvody, počítači náprav).
Vzhledem k trvalému spojení mezi vlakem a řídicí centrálou tato úroveň umožňuje zavedení poloautomatického provozu, na úrovni automatizace GoA2 (Grade of automation) podle IEC 62290‐1. Někdy se tato úroveň označuje jako implementace automatického vedení vlaku ATO (Automatic train operation), strojvůdce však musí být vždy v kabině a řešit mimořádné situace.
Úroveň tohoto stupně zabezpečení je použit v produkčním provozu v České republice.

#### ETCS L2 s pohyblivým oddílem (bývalý ETCS L3)

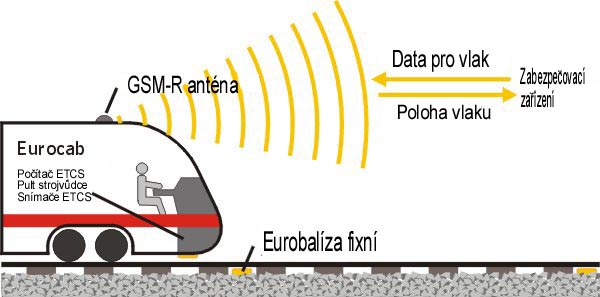
Schéma funkce ETCS L2 s pohyblivým oddílem (dříve LTCS L3)

Od vydání TSI pro subsystém CCS v roce 2023 je aplikační úroveň L3 sloučena pod ETCS L2 a dále se již označení ETCS L3 nepoužívá. Dalším stupneň vybavení ETCS L2 spočívá ve změně lokalizace a kontroly celistvosti vlaku, která se děje průběžně rádiovými prostředky. To umožňuje zrušení traťových oddílů a jejich nahrazení „pohyblivým oddílem“. To znamená, že volnost vlakové cesty v délce zábrzdné vzdálenosti pro daný úsek, druh a rychlost vlaku se sleduje průběžně, což umožní zvýšit propustnost tratí. Interoperabilní a bezpečná detekce celistvosti vlaku pro soupravy se svěšenými vozy (nikoliv pro ucelené jednotky) je zatím ve stádiu výzkumů, což brání většímu rozšíření tohoto systému.

## Módy ETCS
Druh aktivity ETCS na drážním vozidle se odvíjí od módu, ve kterém je palubní část ETCS. Jednotlivé módy jsou uvedeny a specifikovány v části 4 subsetu 026. Plné znění aktuálních i minulých konsolidovaných verzí je ke stažení na webu ERA. Průběžně může docházet k doplňování nových módů i rušení plánovaných. Použití konkrétního módu musí být umožněno traťovou částí.

### Přehled módů ETCS
Tento přehled vychází z verze specifikace SRS 3.6.0:

Jednotné rozhraní obrazovky strojvedoucího (DMI), zobrazení aktivního módu je vpravo dole od rychlosti

| Zkratka | Symbol na DMI | Celý název          | Název v českém jazyce         | Použití v aplikační úrovni | Popis |
| ------- | ------------- | ------------------- | ----------------------------- | -------------------------- | --- |
| FS      |               | Full Supervision    | Plný dohled                   | 1, 2, 3                    | Vlak je veden pod plným dohledem ETCS |
| LS      |               | Limited Supervision | Omezený dohled                | 1, 2, 3                    | Omezený dohled ETCS, nemůže být vybrán strojvedoucím, ale pouze vstupem do oblasti (na trať) fungující v daném režimu |
| OS      |               | On Sight            | Podle rozhledu                | 1, 2, 3                    | Vlak pod dohledem ETCS, jízda dle rozhledových poměrů |
| SR      |               | Staff Responsible   | Na odpovědnost strojvedoucího | 1, 2, 3                    | Strojvedoucí je odpovědný za vedení vlaku v oblasti s ETCS, ve většině zemí nesmí v tomto režimu překročit rychlost 30 km/h, což ETCS hlídá |
| SH      |               | Shunting            | Posun                         | 0, 1, 2, 3                 | Posun (ETCS ve většině zemí nedovolí překročit rychlost 30 km/h) |
| PS      | (není)        | Passive Shunting    | Pasivní posun                 | 0, NTC, 1, 2, 3            | Lokomotiva, která není obsazená ani činná a je připojena k posunovému dílu |
| UN      |               | Unfitted            | Nevybavená trať               | 0                          | Pohyb vlaku buď v oblasti bez jakéhokoliv vlakového zabezpečovače, nebo tam, kde není dočasně možný provoz pod dohledem ETCS. Palubní zařízení dohlíží na pohyby vlaku podle maximální rychlosti                                                        |
| SL      | (není)        | Sleeping            | Spící                         | 0, NTC, 1, 2, 3            | Lokomotiva je dálkově ovládána vedoucím vozidlem |
| SB      |               | Stand By            | Pohotovostní stav             | 0, NTC, 1, 2, 3            | Základní režim po zapnutí |
| TR      |               | Trip                | Nedovolené projetí            | NTC, 1, 2, 3               | Aktivováno nouzové brzdění až do zastavení vlaku a potvrzení strojvedoucím. Palubní vybavení musí strojvedoucímu indikovat důvod přechodu do tohoto módu (typicky riziko jízdy proti návěsti Stůj)                                                      |
| PT      |               | Post Trip           | Po nedovoleném projetí        | 1, 2, 3                    | Režim po vyloučení režimu Trip strojvedoucím, avšak stále bez oprávnění k další jízdě. Vlak je oprávněn pouze jet zpět o vzdálenost určenou vnitrostátními podmínkami                                                                                   |
| SF      |               | System Failure      | Porucha systému               | 0, NTC, 1, 2, 3            | Vnitřní chyba zařízení, aktivováno nouzové brzdění |
| IS      | (není)        | Isolation           | Izolace                       | 0, NTC, 1, 2, 3            | EVC nemá spojení s dalšími zařízeními |
| NP      | (není)        | No Power            | Bez napájení                  | 0, NTC, 1, 2, 3            | Palubní vybavení ETCS není napájeno (EVC je vypnut) |
| NL      |               | Non Leading         | Nikoliv vedoucí               | 0, NTC, 1, 2, 3            | Lokomotiva obsazená strojvedoucím je připojena k jiné lokomotivě, jejíž EVC převzal vedení vlaku, ale současně není ve vícečlenném řízení |
| SE      | (není)        | STM European        | (není)                        | NTC                        | Tento mód byl zrušen ve verzi specifikace SRS 3.1.0, jednalo se o mód, kdy traťová část národního zabezpečovače přenáší pomocí STM všechny potřebné údaje, jako např. profil trati, do EVC, EVC přejímá funkci zabezpečovače (srovnatelné s režimem FS) |
| SN      |               | National System     | Národní systém                | NTC                        | Traťová část národního zabezpečovače přenáší pouze obvyklé návěsti, vozidlová část ETCS pomocí modulu STM kopíruje funkci vozidlové části národního zabezpečovače                                                                                       |
| RV      |               | Reversing           | Reverz                        | 1, 2, 3                    | Vlak smí jet po dané trase v opačném směru (například couvnout za projeté návěstidlo) |

## Verze a specifikace
Specifikace jsou seskupovány a zveřejňovány na webu Evropské agentury pro železnice (ERA), a to většinou ve formě dokumentů označovaných jako SUBSET. Protože je ETCS v mnoha částech implementován v softwaru, je některé názvosloví převzato ze softwarového inženýrství. Verze se nazývají System Requirements Specification (SRS), tj. Specifikace systémových požadavků. Jedná se o balík dokumentů, ve kterém každý dokument může mít jinou verzi. Hlavní verze se nazývá Baseline (BL).
Celá problematika verzí systému ETCS, zpětné kompatibility a vztahu k verzím specifikací (Baseline, SUBSETy) je poměrně nepřehledná.
První systémy ETCS zaváděné do provozu se zakládají na specifikaci UNISIG SRS verze 2.2.2. Současně se však objevily požadavky na změny a rozšíření těchto specifikací. Problémem jsou různé požadavky evropských drah vyplývající z odlišných provozních potřeb a předpisů. Aktuálně platné jsou současně jak specifikace verze Baseline 2 (SRS verze 2.3.0d), tak i první údržbové vydání Baseline 3 (SRS verze 3.4.0). Intenzivně se pracuje na druhém vydání Baseline 3 (SRS verze 3.5.0).

## Nevýhody ETCS
- ETCS aplikační úrovně 1 bez doplňkových prostředků (Euroloop, In-fill radio) neumožňuje dosažení takové propustnosti tratí, jako některé moderní národní systémy - liniový zabezpečovač CIR-ELKE2. Důvodem je právě použití pouze bodového přenosu informací mezi traťovou a vozidlovou částí systému.
- V průběhu zavádění musí být vozidla nebo tratě vybaveny oběma systémy (ETCS i národním vlakovým zabezpečovačem), což zvyšuje náklady. Tato doba nezbytné koexistence obou systémů se označuje jako migrační období.
- Je zřejmé, že kapacita kanálů sítě GSM-R pro aplikační úroveň 2 v oblastech železničních uzlů a seřaďovacích nádraží nestačí. Zde musí být instalována aplikační úroveň 1.
- Cena jedné mobilní jednotky ETCS je přes 10 milionů Kč.[9]

## Formy provozu ETCS
Rozlišujeme dvě základní formy provozování drážní dopravy pod dohledem systému ETCS. Přechodnou formou je tzv. smíšený provoz. To je mezikrok, kdy na jedné trati jezdí vlaky jak pod dohledem ETCS, tak bez něj. V případě smíšeného provozu tedy musí být systémem ETCS plně vybavena trať, ale drážní vozidla na ní provozovaná vybavena být nemusí. Není tak plně využíván potenciál investice do traťové části ETCS, např. prevence nezastavení vlaku před návěstidlem s návěstí Stůj. Smíšený provoz ETCS je nákladnější pro provozovatele dráhy, protože jej nutí buď udržovat v provozu souběžně s ETCS i stávající (národní) vlakový zabezpečovač, nebo akceptovat provoz vlaků bez vlakového zabezpečovače, tedy rychlostí do 100 km/h, čímž může docházet ke snížení propustnosti tratě. Aby se užitek z implementace ETCS maximalizoval, je cílem výhradní provoz vlaků pod ETCS. Ten má ale podmínku, že každý vlak v oblasti s implementovanou traťovou částí systému ETCS musí být vybaven jeho palubní částí. To znamená pro dopravce velké investice do drážních vozidel, a to i do takových, které například jen zajíždí z lokální tratě do železniční stanice na trati s výhradním provozem ETCS. Těmto sporným investicím do vozidel zajíždějících z lokálních tratí do oblasti s výhradním provozem ETCS se ale lze vyhnout vhodnou stavební úpravou železniční stanice, ve které se lokální se trať připojuje. Hnací vozidla bez ETCS lze po trati s výhradním provozem pouze přepravit za hnacím vozidlem ETCS vybaveným. Například České dráhy, z důvodu předpokládaných technologických a provozních jízd na tratích s ETCS, v roce 2021 objednaly rekonstrukci hnacích vozidel řady 742 na řadu 742.71.

## Zavádění ETCS do provozu
V roce 1999 bylo zařízení ETCS dle specifikací UIC úspěšně vyzkoušeno na trase Vídeň – Budapešť, poté následovaly další zkušební instalace v různě modifikovaných verzích:
- 2000: FS Firenze Campo di Marte – Arezzo (ETCS Level 1)
- 2000: SNCF Marles-en-Brie – Tournan (ETCS Level 1)
- 2001: ÖBB Wien – Nickelsdorf (ETCS Level 1, pravidelný provoz)
- 2002: SBB Zofingen – Sempach (ETCS Level 2; v současnosti odstraněno)
- 2004: SBB Neubaustrecke Mattstetten–Rothrist ETCS Level 2; Plánované nasazení do pravidelného provozu v prosinci 2004 se nezdařilo. 2. července 2006 započal zkušební provoz v nočních hodinách, vlaky po 21.30 h jezdí rychlostí 160 km/h. Od konce roku 2007 má na této trati jezdit denně 240 vlaků rychlostí do 200 km/h
- 2005: DB Halle (Saale)/Leipzig – Jüterbog – Berlin (ETCS Level 2); První pravidelný vlak DB v režimu ETCS byl 5. prosince 2005 IC 2519/2518
- 2006: RENFE Madrid – Lleida (ETCS Level 1; první komerční využití pro rychlost 250 km/h)
- 2007: BLS Lötschberg-Basislinie (ETCS Level 2; pravidelný provoz)
- 2010–2022: ŽSR Svätý Jur – Nové Mesto nad Váhom – Trenčín – Púchov, Výhybňa Plevník – AHr Horný Hričov (ETCS Level 1, pravidelný provoz, v roku 2022 bude spuštěno ETCS na posledním úseku Púchov – Výhybňa Plevník)
- 2015: ŽSR: Žilina-Budatín – Čadca (ETCS Level 2, zkušební provoz)
- 2025: Správa železnic: 622 kilometrů hlavních tratí (produkční provoz)

## Stav implementace ETCS

### Stav implementace ETCS na síti páteřních koridorů v roce 2022
Implementace ETCS na síti páteřních koridorů (Core Network Corridors) probíhá odlišně podle přístupu států. Státy zapojené do plánu implementace ERTMS (země EU + Norsko a Švýcarsko) udávají počty kilometrů na síti páteřních koridorů, kde chtějí implementovat ETCS do roku 2030. Výjimku z implementace ETCS mají pobaltské státy (Estonsko, Litva, Lotyšsko), kde je povinnost nasazení ETCS pouze u nově plánovaného koridoru Rail Baltica.
V roce 2022 bylo ETCS ze 100 % nasazeno na páteřních koridorech v Lucembursku a na 96 % úsecích páteřních koridorů ve Švýcarsku. V pořadí třetí zemí bylo Slovinsko s 52% nasazení ETCS na páteřních koridorech. V České republice bylo celkem 31 % páteřních koridorů s ETCS, přičemž na dalších 22 % probíhala realizace. Ve stejném roce nebylo ETCS nasazeno ve Finsku, Chorvatsku, Maďarsku, Norsku, Portugalsku, Řecku ani Irsku, které navíc plánuje implementaci ETSC v levelu 1 až mezi roky 2030–2040. Velmi nízký podíl nasazeného ETCS na síti páteřních koridorů mělo v roce 2002 také Rumunsko (2 %), Německo (3 %) a Francie (9 %). Současně Belgie, Dánsko, Norsko a Švédsko mají všechny úseky, které slíbily pokrýt ETCS do roku 2030 zasmluvněné k implementaci rámcovým kontraktem.

### Implementace ETCS u vozidel
Mezi roky 2015 a 2019 bylo přibližně 40 % hnacích vozidel vybavených ETCS nových a 60 % zpětně vybavených. V těchto letech bylo dáno do provozu přibližně 5 000 nových hnacích vozidel, přičemž většina z nich (okolo 54 %) byla dána do provozu bez vybavení ETCS. V roce 2020 a 2021 již bylo přes 50 % nových hnacích vozidel dodáno s vybavením pro provoz pod ETCS.

## ETCS v Česku
Zástupci ČSD, resp. ČD se účastnili prací na vývoji evropského zabezpečovače již od samého počátku. Zároveň byly zastaveny práce na vývoji přídavného bodového systému ke stávajícímu liniovému zabezpečovači. ČD již v roce 1995 předložily přípravnou studii pro pilotní projekt ETCS na trase Drážďany – Praha, avšak česká strana nedokázala dostatečně pružně reagovat na administrativní požadavky orgánů EU a možnost spolufinancování z programu PHARE, takže byl tento projekt časem vyřazen a nahrazen trasou Drážďany – Lipsko.

### Pilotní projekt
V letech 2001–2002 zpracovala TÚDC (Technická ústředna dopravní cesty) na základě specifikace VÚŽ (Výzkumný ústav železniční) přípravnou dokumentaci pro pilotní projekt v úseku Poříčany (včetně) – Kolín (mimo). Jednalo se o traťový úsek v délce 22 km, na dvoukolejné trati s traťovou rychlostí 160 km/h. V úseku se nacházely železniční stanice Poříčany, Pečky a Velim. Aplikována byla úroveň ETCS L2. V dubnu 2004 bylo vyhlášeno výběrové řízení na realizaci uvedeného pilotního projektu. S vítězem výběrového řízení, Ansaldo Segnalamento Ferroviario, S.p.A., Italia v konsorciu s CSEE Transport, byla koncem roku 2004 zahájena jednání, v dubnu 2005 byla podepsána smlouva a 1. 7. 2005 byla zahájena realizace. Hlavním subdodavatelem byla AŽD Praha.
Pilotní projekt byl rozdělen do dvou etap. První se věnovala specifikaci požadavků na reakce systému ETCS implementovaného do podmínek železnice v České republice. Jednalo se především o navázání ETCS na existující národní systémy železničních zabezpečovacích zařízení při respektování provozních pravidel. Druhá etapa pak byla zaměřena na vývoj a konstrukci součástí umožňujících navázání ETCS na národní zabezpečovací zařízení a provoz tohoto systému v českých podmínkách. Montáž hardwaru systému ETCS na traťovém úseku byla ukončena v roce 2008 včetně oživení radioblokové centrály (RBC). V témže období byla dokončena montáž mobilních částí systému ETCS na lokomotivě 362.166, lokomotivě 151.008 a elektrické jednotce 471.042.
K ukončení pilotního projektu došlo v září 2011. Výsledky a zkušenosti z pilotního projektu mezi Poříčany a Kolínem byly využity v rámci zadání veřejné soutěže na první stavbu systému ETCS v úseku Břeclav st. hranice – Kolín.

#### Zkušební montáž najednotce 471.042

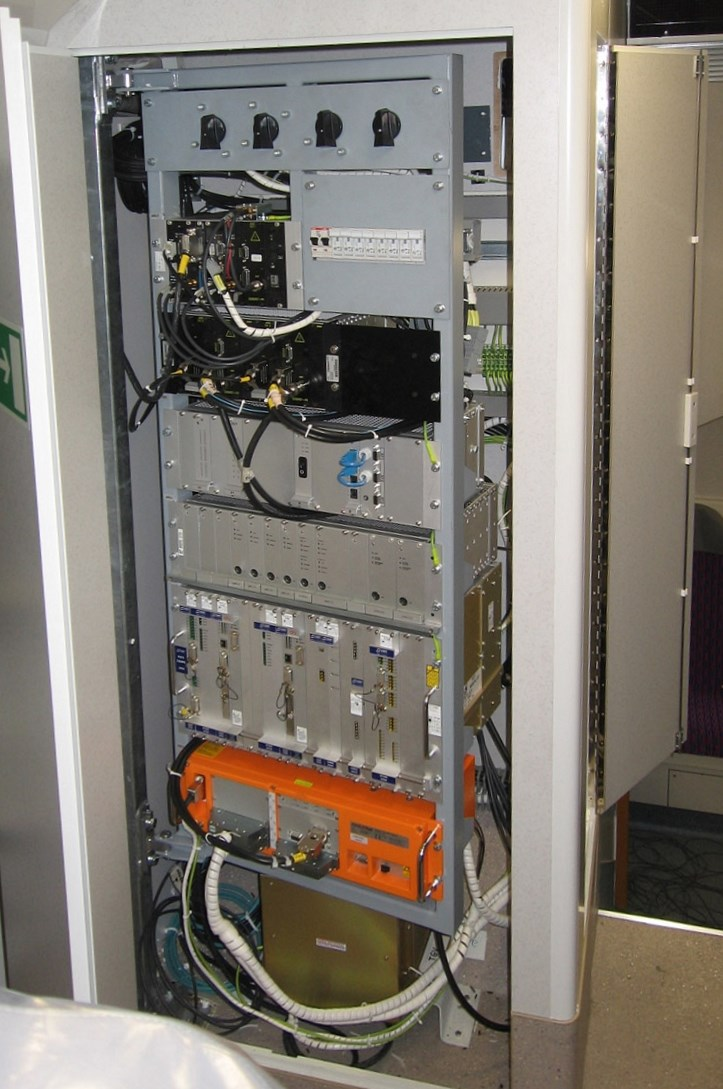
Sestava ETCS na 971.042
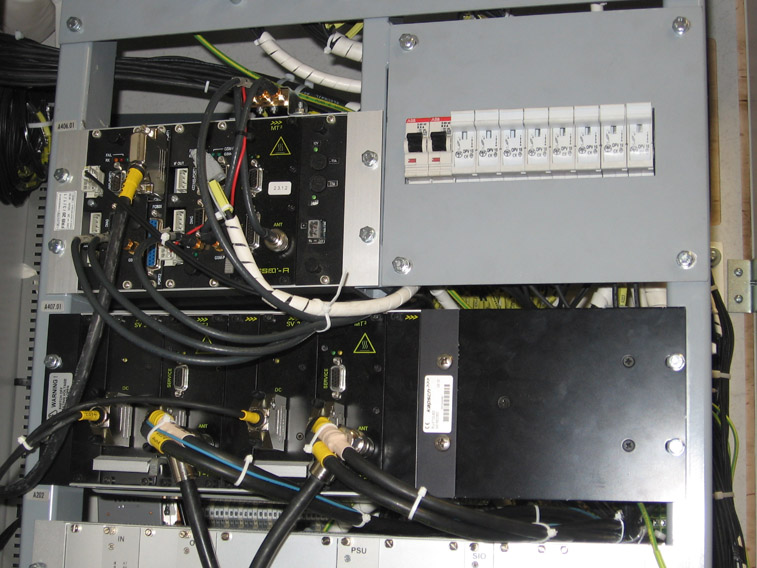
GSM-R rádio
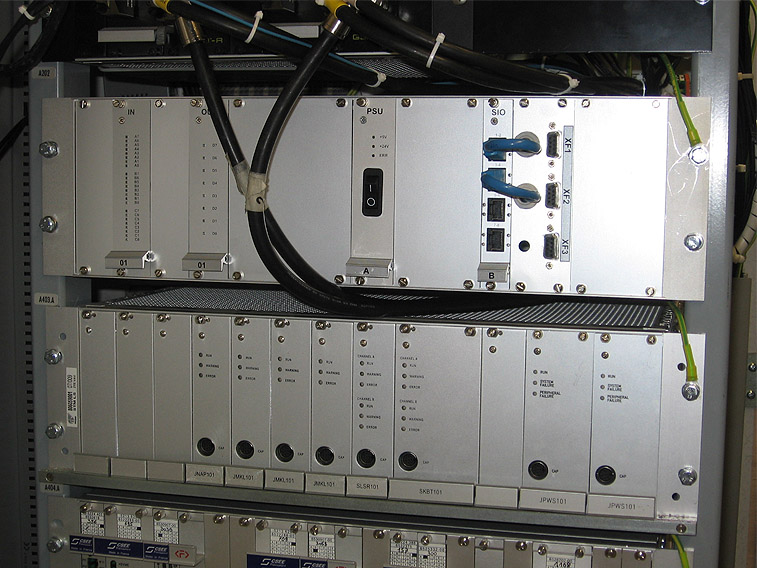
STM modul LS 06 dole, nad ním interface k vlaku
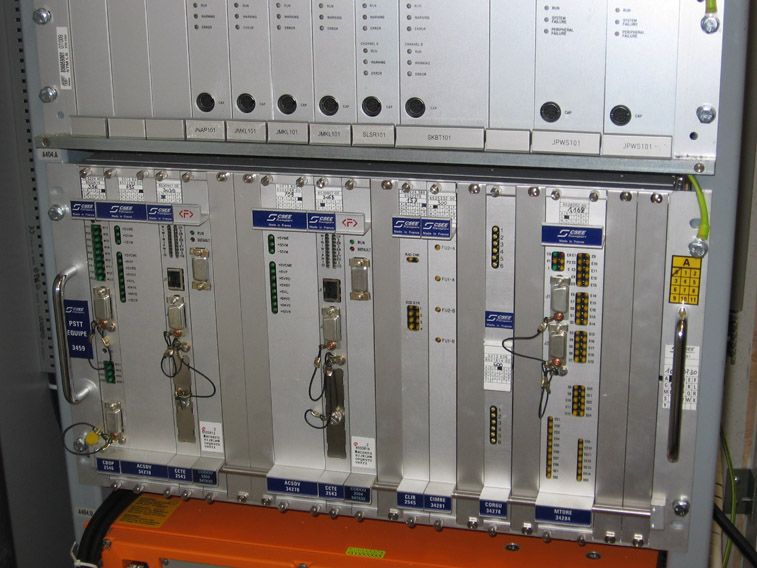
Centrální počítač (EVC)
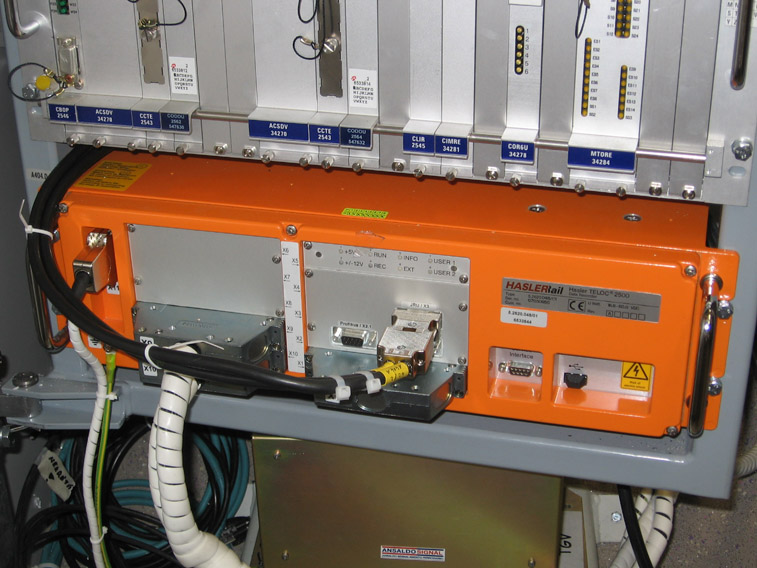
Záznamová jednotka (JRU)
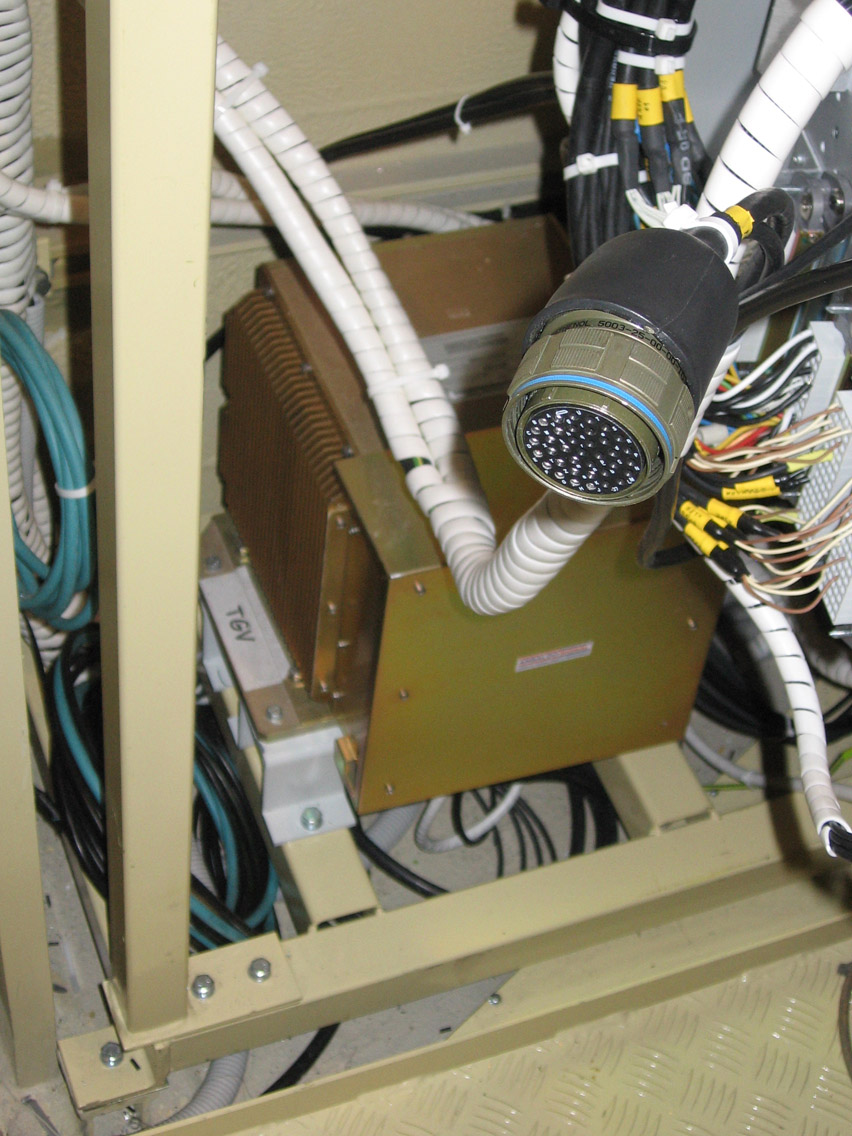
Napáječ balízové antény (BTM)
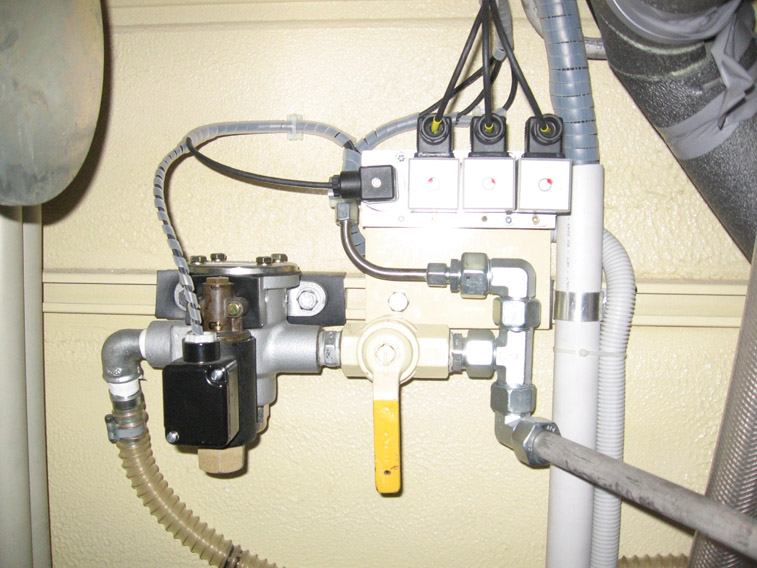
Bezpečnostní ventil
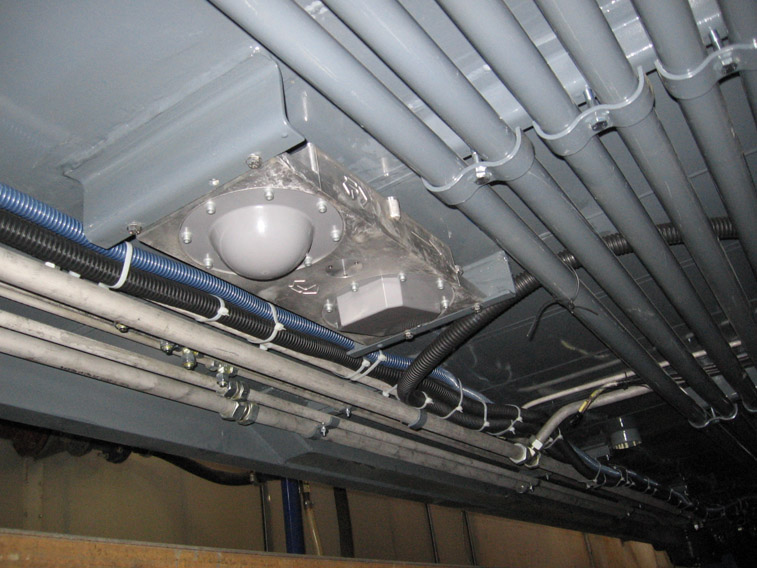
Dopplerův radar
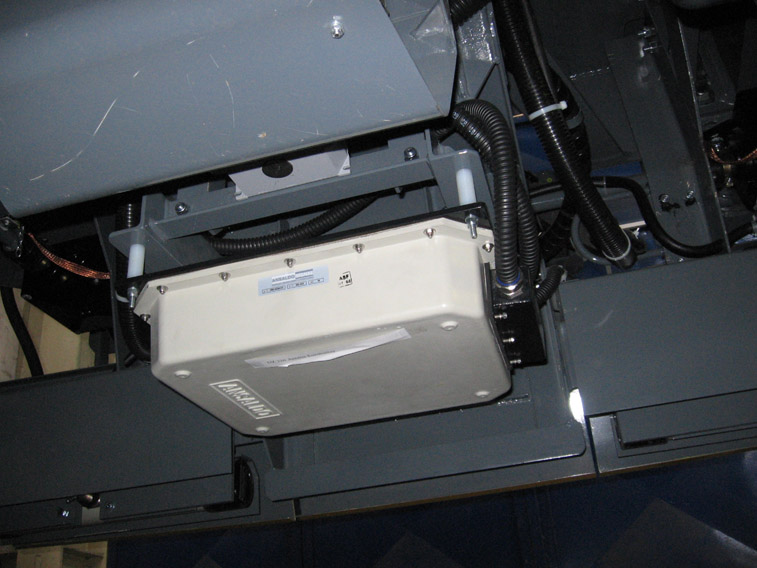
Balízová anténa
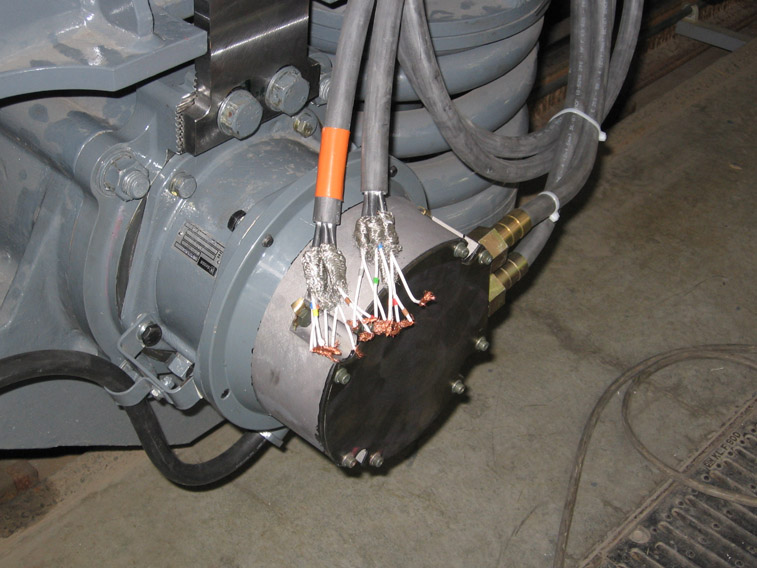
Snímač otáček
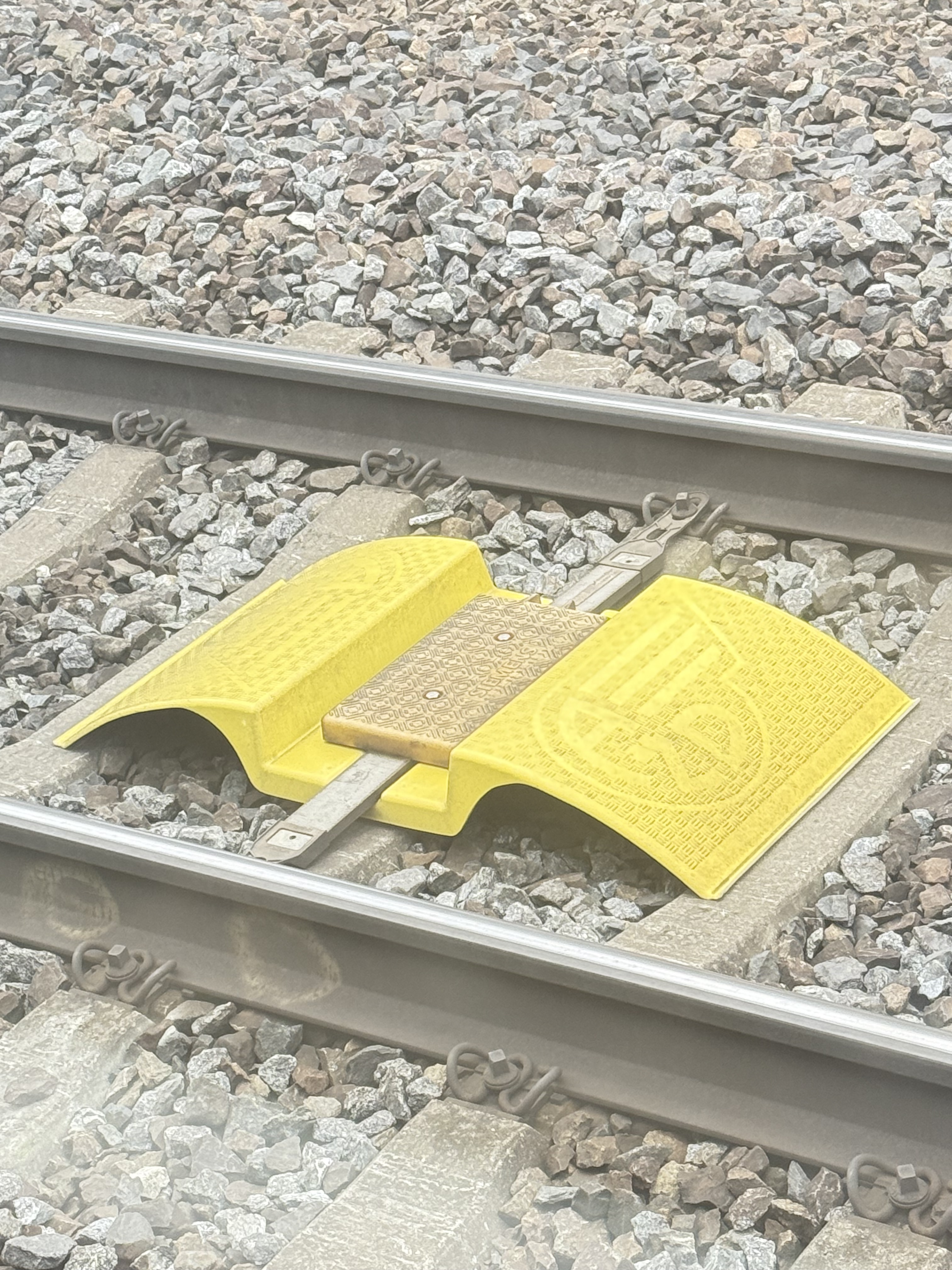
Produkční eurobalíza AŽD v Českém Brodě

### Národní implementační plán
Základním dokumentem, který se zabývá konkrétními požadavky a termíny implementace ETCS na železniční síti ČR, je Národní implementační plán ERTMS. Tento dokument je zároveň vnitrostátním prováděcím plánem technické specifikace interoperability subsystémů „Řízení a zabezpečení“ ve smyslu čl. 7.4.4 přílohy Nařízení Komise (EU) 2016/919 ze dne 27. května 2016. Jeho znění z roku 2017 (platné v březnu 2022) počítalo s tím, že od 1. 1. 2025 bude na všech železničních tranzitních koridorech v České republice zaveden výhradní provoz pod ETCS. Tyto měly být vybaveny ETCS L2. Strategie implementace ETCS v České republice je průběžně revidována. Plán ve verzi z roku 2024 počítá s vybavením všech českých tratí systémem do roku 2040 s výjimkou tratí bez pravidelného provozu nebo s minimálním provozem. Většinou má jít o úroveň L2 (FS a LS), na menší části pak L1 LS, na nejméně vytížených tratích pak pouze ETCS STOP (národní verze ETCS LC).

## CTCS
CTCT (Chinese Train Control System) je zkratka pro čínskou obdobu ETCS, která byla vyvinuta na bázi ERTMS/ETCS, ale není plně interoperabilní.